# Wood County (West Virginia)
Wood County ist ein County im Bundesstaat West Virginia der Vereinigten Staaten. Der Verwaltungssitz (County Seat) ist Parkersburg. Das U.S. Census Bureau hat bei der Volkszählung 2020 eine Einwohnerzahl von 84.296 ermittelt.

## Geographie
Das County liegt im Nordwesten von West Virginia, grenzt an Ohio, wobei die Grenze durch den Ohio River gebildet wird, und hat eine Fläche von 976 Quadratkilometern, wovon 25 Quadratkilometer Wasserfläche sind. Es grenzt im Uhrzeigersinn an folgende Countys: Pleasants County, Ritchie County, Wirt County, Jackson County, Meigs County (Ohio) und Athens County (Ohio).

## Geschichte
Wood County wurde am 21. Dezember 1798 aus Teilen des Harrison County gebildet. Benannt wurde es nach James Wood, einem Brigadegeneral im Amerikanischen Unabhängigkeitskrieg und späteren Gouverneur von Virginia.

## Demografische Daten

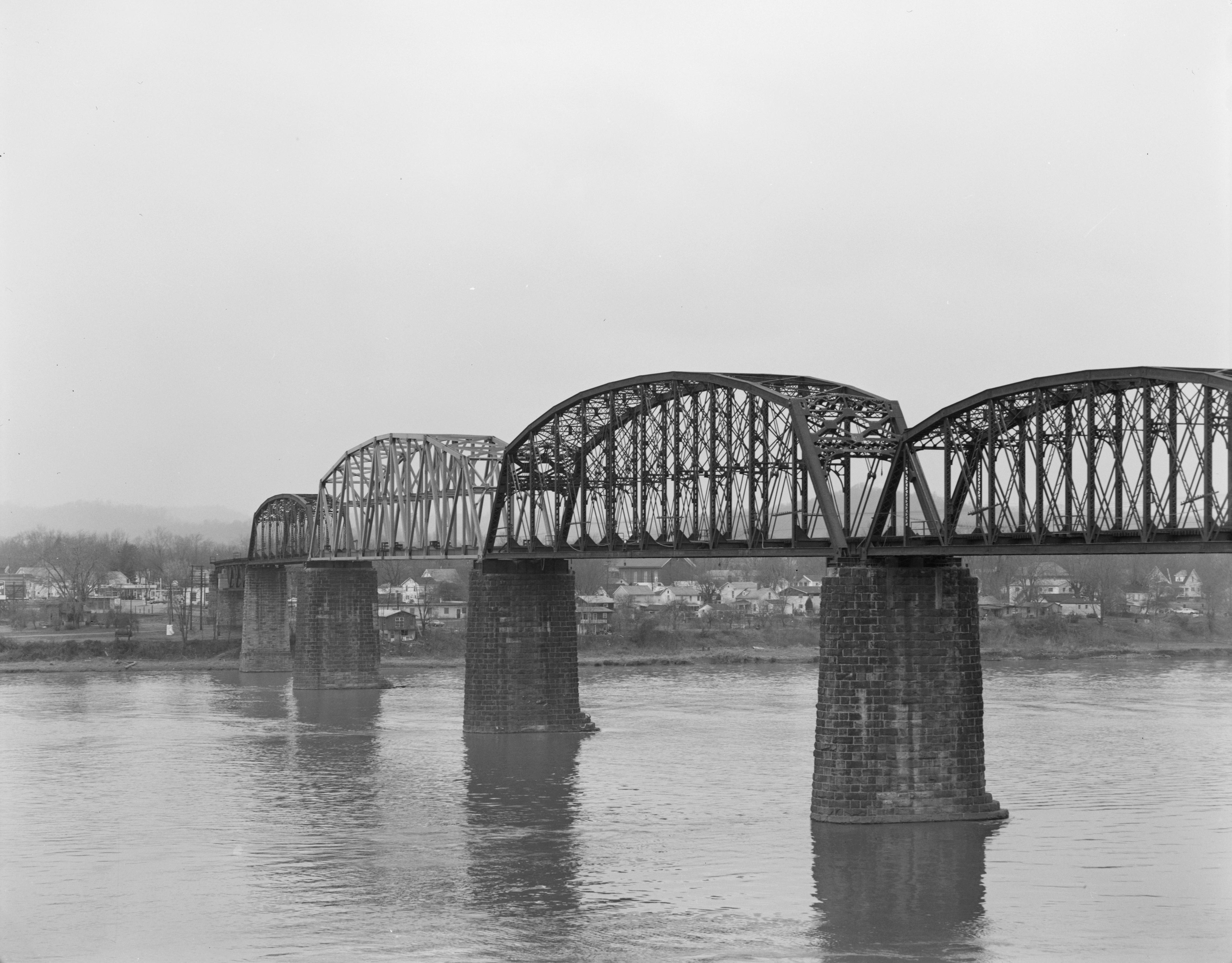
Eisenbahnbrücke über den Ohio River

Alterspyramide des Wood County

Nach der Volkszählung im Jahr 2000 lebten im Wood County 87.986 Menschen in 36.275 Haushalten und 24.884 Familien. Die Bevölkerungsdichte betrug 92 Einwohner pro Quadratkilometer. Ethnisch betrachtet setzte sich die Bevölkerung zusammen aus 97,32 Prozent Weißen, 1,01 Prozent Afroamerikanern, 0,21 Prozent amerikanischen Ureinwohnern, 0,51 Prozent Asiaten, 0,04 Prozent Bewohnern aus dem pazifischen Inselraum und 0,14 Prozent aus anderen ethnischen Gruppen; 0,77 Prozent stammten von zwei oder mehr Ethnien ab. 0,58 Prozent der Bevölkerung waren spanischer oder lateinamerikanischer Abstammung.
Von den 36.275 Haushalten hatten 29,3 Prozent Kinder und Jugendliche unter 18 Jahre, die bei ihnen lebten. 54,3 Prozent waren verheiratete, zusammenlebende Paare, 10,8 Prozent waren allein erziehende Mütter, 31,4 Prozent waren keine Familien, 27,1 Prozent waren Singlehaushalte und in 11,5 Prozent lebten Menschen im Alter von 65 Jahren oder darüber. Die Durchschnittshaushaltsgröße betrug 2,39 und die durchschnittliche Familiengröße lag bei 2,88 Personen.
Auf das gesamte County bezogen setzte sich die Bevölkerung zusammen aus 23,0 Prozent Einwohnern unter 18 Jahren, 8,0 Prozent zwischen 18 und 24 Jahren, 27,9 Prozent zwischen 25 und 44 Jahren, 25,6 Prozent zwischen 45 und 64 Jahren und 15,5 Prozent waren 65 Jahre alt oder darüber. Das Durchschnittsalter betrug 39 Jahre. Auf 100 weibliche Personen kamen 92,4 männliche Personen. Auf 100 Frauen im Alter von 18 Jahren oder darüber kamen statistisch 89,3 Männer.

Das jährliche Durchschnittseinkommen eines Haushalts betrug 33.285 USD, das Durchschnittseinkommen der Familien betrug 40.436 USD. Männer hatten ein Durchschnittseinkommen von 34.899 USD, Frauen 22.109 USD. Das Prokopfeinkommen betrug 18.073 USD. 10,6 Prozent der Familien und 13,9 Prozent der Bevölkerung lebten unterhalb der Armutsgrenze. Davon waren 20,5 Prozent Kinder oder Jugendliche unter 18 Jahre und 8,6 Prozent waren Menschen über 65 Jahre.